# Ewerhard Wassenberg
Eberhard Wassenberg [Everhardus Wassenbergius] (ur. 1610 – zm. po 1667) – historyk i kronikarz działający w Austrii i Polsce. Urodził się w miasteczku Emmerich am Rhein, a studiował w Leuven. Po wydaniu Florus Germanicus austriacki arcyksiążę Leopold Wilhelm mianował go swoim sekretarzem, a następnie historiografem i bibliotekarzem. Na dwór Władysława IV przybył prawdopodobnie z dworem Cecylii Renaty. 
Jego najsłynniejsze prace to: 
- Humanae vitae scherarun, conditiones hominum et'mores ad amussim repraesentans.
- Florus Germanicus, sive de bello inter inviefissimos imperatores Ferdinandum II et III, et eorum hostes gesto, ab anno 1627—1640 (1610).
- Gestorum Wladislai IV, Poloniae et Succide Regis, pars I principem panegyrice representans, pars II Regem panegyrice repraesentans (1643).
- Serenissimi Johannis Casimiri Poloniarum Sueciaeque Principis, carcer Gallicus ab Everhardo Wassenbergio conscriptus.